# Koper
Koper er en by i Slovenien, som huser landets vigtigste og største havn ved Adriaterhavet. Koper ligger tæt ved Trieste på toppen af den kroatiske halvø Istrien (Istra). Med 25.753 (2020) er Koper Sloveniens femtestørste by. Sammen med denne Trieste hørte Koper fra 1947 til 1954 til Fristaten Trieste. Da byen tilfaldt Jugoslavien flyttet hovedparten af den overvejende italiensktalende befolkning til Italien. I dag er bare 2 % af befolkningen italienere.
Kopers italienske navn Capodistria er afledt af det latinske Caput Histriae, «Istriens hovedstad». I middelalderen hed byen derimod Iustinopolis, opkaldt efter det Byzantinske Riges keiser Justinian II. Den hørte senere til patriarkatet Aquileia, til Republikken Venedig og så, frem til 1. verdenskrig, til den østrig-ungarske delstat Küstenland, hvorefter byen tilfaldt Italien.
Flertallet af befolkningen (74,1 %) angav ved folketællingen i 2002 slovensk som modersprog. Andre sprog er Serbokroatisk (17,5 %), italiensk (2,2 %), Makedonsk og Albansk ( 0,5 %). Før den 2. verdenskrig  var der i den nuværende Koper Kommune (det daværende Capodistria) et flertal af italiensktalende, som 1945/1954 flygtede eller blev fordrevet.

## Koper havn
Fra slutningen af 1970'erne er Koper havn blevet meget brugt af de skandinaviske (også andre europæiske) vognmænd og speditører. Forøgelsen af brugen af havnen fra slutningen af '70erne skyldtes at Tyrkiet forhøjede vejskatten for europæiske lastbiler, som kørte igennem landet med mål mod mellemøstlige lande. Den forhøjede skat gjorde det for dyrt at køre gennem landet. Derfor åbnedes en færgerute fra Koper til byen Latakia (al-Ladhiqiyah) i Syrien.
Der blev indsat 3 færger, som sejlede mellem Koper og Latakia. Færgerne Zanobia, Socha og Scandinavia. Hver færge kunne tage 120 sættevogne med, og turen tog 4 dage.
Først i 1980'erne forhøjede Syrien ligeledes vejskatten, og færgeruten blev omlagt til byen Akaba (al-’Aqabah) i Jordan. Denne rute tog 6 dage og bevirkede at det ikke var nødvendigt at køre gennem Syrien.